# 爪哇麥雞
爪哇麥雞（Vanellus macropterus）是一種麥雞。牠們體型較大，腳長。由於最近只曾在1940年確實見到牠們，所以有指牠們已經滅絕，不過根據世界自然保護聯盟瀕危物種紅色名錄，牠們被列為瀕危物種。

## 分佈
爪哇麥雞只肯定棲息在印尼的爪哇島，分佈在西部及東部的沼澤與三角洲。於19世紀發現的標本及兩隻蛋可能是來自蘇門答臘，另有指在帝汶也採集了最少三個標本。

## 生態及棲息地
爪哇麥雞棲息在三角洲廣闊的沼澤，在雨季留在不會氾濫的地區。牠們亦曾在草原、近淡水湖的地方及甚至農地出現。牠們一般是一對生活的，分佈在較廣的地方，密度很低。

## 保育狀況
大量的捕獵是令爪哇麥雞的衰落原因之一，最致命的卻是因人類為漁業及農業開發地區，令牠們失去棲息地。由於牠們本身已很疏落，這些發展對牠們生存也能構成嚴重的滅絕威脅。
爪哇麥雞自1940年後就沒有被正式見到，牠們的數量相信已大幅減少。不過，由於不是所有潛在棲息地也造了調查，而一些未確認的報告亦未有跟進，牠們可能仍存有很少數量，故世界自然保護聯盟將牠們列為瀕危物種。

## 外部連結
- BirdLife Species Factsheet （页面存档备份，存于）
- Red Data Book
- 爪哇麥雞的立體圖 （页面存档备份，存于）